# Goniothalamus tapis
Goniothalamus tapis este o specie de plante din genul Goniothalamus, familia Annonaceae, descrisă de Friedrich Anton Wilhelm Miquel. Conform Catalogue of Life specia Goniothalamus tapis nu are subspecii cunoscute.